# Extremsport
Unter Extremsport versteht man das Herangehen an äußerste sportliche Grenzen. Das bedeutet für den Sportler (Extremsportler) eine außergewöhnliche technische, logistische, physische oder psychische Herausforderung, die meist mit hohen Risiken verbunden ist. Er wird daher oft einzeln oder in kleinen Gruppen fernab der Öffentlichkeit praktiziert. Andererseits kann er wegen der spektakulären Leistungen auch mit einer hohen öffentlichen Aufmerksamkeit und einer entsprechend großen Medienpräsenz rechnen.

## Einordnung von Extremsportarten
Wann normaler Sport aufhört und Extrem- oder Risikosport beginnt, ist wissenschaftlich nicht genau definiert. Als Extremsport werden oft Sportarten mit dem Ziel sehr hoher Ausdauerleistungen wie Ultramarathons, Extrem-Hindernisläufe, (Ultra-)Langstrecken-Radrennen und Langstreckenschwimmen (Freiwasser-/Kanalschwimmen) unter besonderen (beispielsweise klimatischen) Bedingungen bezeichnet.
Risikosport
Als Untergruppe der Extremsportarten können die Risikosportarten bezeichnet werden, bei welchen sich das Unfallrisiko nicht auf ein vernünftiges Maß reduzieren lässt. Oftmals sind dadurch solche Sportarten durch Unfallversicherungen nicht oder nur teilweise versichert.
Beispiele für Risikosportarten:
- Free-Solo-Klettern
- Base-Jumping
- Fullcontact-Wettkämpfe (beispielsweise Boxwettkämpfe)
- Motocross-, Motorboot-, Motorradrennen
- Downhill-Biking
- Speedflying
- Tauchen in einer Tiefe von mehr als 40 Metern, wenn die Sicherheitsvorschriften missachtet werden.

## Motivation für Extremsportler
Ziel der meisten Extremsportler ist es, sich an ihre persönliche physische und/oder psychische Leistungsgrenze heranzutasten oder etwas zu tun, was so noch niemand getan hat. In der Regel sind Extremsportler keine waghalsigen Draufgänger, sondern Spitzensportler mit Ehrgeiz und einem starken Leistungswillen. Sie reduzieren das Risiko ihrer Projekte und Expeditionen durch eine gute Vorbereitung hinsichtlich Training, Ausrüstung, Teamzusammenstellung, Ernährung, medizinischer Ausstattung, Wetter- und Geländeerkundung, Navigationstechnik, Notfallmanagement, Rettungsarrangements und Anderem.
Problematisch kann es für den Sportler sein, wenn in diesen Grenzbereichen ein übertriebener Ehrgeiz zur Selbstüberschätzung führt, wenn die Reflexion über das gesundheitliche Gefahrenpotenzial nicht ordnungsgemäß funktioniert (Beispiel Zugspitzlauf) oder Konkurrenz um ein erstrebenswertes Ziel (Erstbesteigungen, Rekorde etc.) in mangelhaft vorbereitete Unternehmungen treiben. Die Ausschüttung von Endorphinen kann Glücksempfindungen hervorrufen, aber auch zur Missachtung von Warnsignalen führen, die Unfälle verursachen können. Endorphine können auch im pathologischen Sinne süchtig machen.

## Sportsucht
„Sport als Sucht“ ist die zwanghafte Beschäftigung mit Sport. Sie kann als Ersatzhandlung aus einem Mangel an zwischenmenschlichen Kontakten, Geborgenheit, Anerkennung, Zuneigung erwachsen und wird oft in Kombination mit einer Essstörung beobachtet. Absicht ist dabei, das Körpergewicht stabil zu halten. Sportsucht ist krankhaft und hat oft zusätzliche Krankheiten im Gefolge. Sportsucht sollte allerdings nicht mit der Faszination an einer Sportart und der entsprechenden Hochmotivation verwechselt werden, die den Spitzensportler dazu drängt, das hoch befriedigende Glückserleben, das der Sport bieten kann, stets aufs Neue zu wiederholen und möglichst noch zu steigern.

## Nervenkitzel und Wertorientierung
Extremsportler wie Reinhold Messner, Alexander Huber oder Iris Hadbawnik kokettieren in ihren Buchtiteln damit, sich in ihrer Sportart „am Limit“ „und darüber hinaus“ zu bewegen. Die Rechtfertigungen verbleiben dabei weitestgehend in dem als legal empfundenen Bedürfnis nach Ausleben des Leistungsdrangs und der Tatsachenfeststellung von Rekorden. Es geht auch um die Demonstration der „Macht des Willens“ und den als beglückend erlebten Triumph über die Gefahr.
Extremsport kann aber mit sehr unterschiedlichen Wertorientierungen betrieben werden. Die Print- und Bildmedien schwanken in ihrer Resonanz auf die öffentlichkeitswirksame Thematik zwischen einer bewundernden Darstellung von spektakulären Höchstleistungen (Stratosphärensprung von Felix Baumgartner) und der eher ablehnenden Haltung gegenüber einer vermeintlich an „wirklichen“ Werten verarmenden Gesellschaft. So versuchen etwa die Soziologen Horst W. Opaschowski und Karl-Heinrich Bette den zunehmenden Drang zu einer Sportausübung in Extremformen als Zeitphänomen einer im Sicherheitsdenken erstarrten, gelangweilten, in ihrem Abenteuerbedürfnis unterforderten Zivilgesellschaft einzuordnen.
Nach den Forschungsergebnissen des Experimentalpsychologen Siegbert A. Warwitz greifen diese Einschätzungen jedoch zu kurz: Seine repräsentativen Erhebungen bei mehreren tausend Extremsportlern aus zahlreichen Sportbereichen ergaben ein höchst differenziertes Bild der Wagnisszenen, das von pathologischen bis zu psychologisch, pädagogisch und gesellschaftspolitisch hoch bedeutsamen Handlungsansätzen und Verhaltensmustern reicht, wie sie sich etwa in der Flow-Theorie von Mihály Csíkszentmihályi oder der Theorie des Sicherheitstriebes von Felix v. Cube darstellen. In Unterscheidung zwischen dem auf die bloße Reizsuche ausgerichteten „Thrillsucher“ und dem einer Wertorientierung folgenden „Sinnsucher“ kommt er zu dem Schluss, dass weniger die jeweilige Sportart als der ganz persönliche Werthorizont des einzelnen Sportlers, die Konsequenz seines Kompetenzaufbaus und sein Verantwortungsbewusstsein (auch gegenüber der eigenen Gesundheit) als entscheidende Kriterien bei der Beurteilung infrage kommen. Auch das den Sportler erwartende Gefahrenpotenzial hängt nach den Recherchen von Warwitz weniger von den objektiven Gegebenheiten der einzelnen Sportart als vielmehr von dem subjektiven Kompetenzstand und der Verantwortungsfähigkeit des einzelnen Sportlers ab, der den Anspruch der Aufgabe mit seinem Können in ein vernünftiges Gleichgewicht bringen muss.

## Einzelbelege
1. ↑  Extremsport und Risikosport: Welche Extremsportarten gibt es? Bundesministerium für Arbeit, Soziales, Gesundheit und Konsumentenschutz: gesundheit.gv.at. Abgerufen am 23. November 2018.
2. ↑  Die extremsten Sportarten der Welt. Abgerufen am 14. Dezember 2021 (deutsch).
3. ↑  Gefährliche Sportarten – Wagnisse: SUVA
4. ↑  Koordination Schweiz: Sozialversicherungs- und Koordinationsrecht
5. ↑  Wagnis muss sich lohnen. Interview in der Zeitschrift „bergundsteigen“, Innsbruck Oktober 2011
6. ↑  Reinhold Messner, Thomas Hüetlin: Mein Leben am Limit. Malik, München 2004
7. ↑  Alexander Huber: Der Berg in mir. Klettern am Limit. Malik. München 2007
8. ↑  Iris Hadbawnik: Bis ans Limit und darüber hinaus, Faszination Extremsport, Verlag die Werkstatt
9. ↑  Norman Bücher: Extrem. Die Macht des Willens. Verlag Goldegg 2011
10. ↑   Horst W. Opaschowski: Xtrem. Der kalkulierte Wahnsinn. Extremsport als Zeitphänomen, Germa-Press Verlag, 2000.
11. ↑  Karl-Heinrich Bette: X-treme. Zur Soziologie des Abenteuer- und Risikosports, transcript Verlag, Bielefeld 2004.
12. ↑  Siegbert A. Warwitz: Erklärungsversuche für das Streben nach Wagnis. In: Ders.: Sinnsuche im Wagnis. Leben in wachsenden Ringen. Erklärungsversuche für grenzüberschreitendes Verhalten. 3. erweiterte Auflage. Verlag Schneider. Baltmannsweiler 2021. ISBN 978-3-8340-1620-1, S. 98–295.
13. ↑  Siegbert A. Warwitz: Vom Sinn des Wagens. Warum Menschen sich gefährlichen Herausforderungen stellen. In: DAV (Hrsg.): Berg 2006. München-Innsbruck-Bozen. S. 96–111.